# Cinemateket
För andra betydelser, se Cinemateket (olika betydelser).
| Cinemateket |
| --- |
| Svenska Filminstitutets byggnad Filmhuset i Stockholm, plats för en av Cinematekets biografer. - Betydelse – visningsverksamhet av långfilm i regi av Svenska Filminstitutet - Bakgrund – från 1964 (då som Filmklubben) - Visningsorter – Göteborg, Malmö, Stockholm |

Cinemateket är en visningsverksamhet av film arrangerad på statligt uppdrag via Svenska Filminstitutet. Verksamheten, som startade 1964, presenterar äldre och nyare film som inte finns tillgänglig på den ordinarie biorepertoaren. Den har (2016) verksamhet i Göteborg, Malmö och Stockholm, och 2017 inleds digital visningsverksamhet även på tio andra orter.
Själva namnet "Cinemateket" kom från Henri Langlois Cinémathèque. 

## Verksamhet och historik

### Bildande
Förhistorien till Cinemateket-verksamheten daterar sig till 1933 och bildandet av Svenska Filmsamfundet. Då var målsättningen att rädda arvet från stumfilmens era, några år efter ljudfilmens genombrott och då totala dominans i biosalongerna. Dessutom ville man förbättra kvaliteten för svensk film. Organisationen bytte 1940 namn till Filmhistoriska samlingarna.
De filmhistoriska samlingarna donerades till det 1963 bildade Svenska Filminstitutet, och 15 september året efter inleddes "Filmklubbens" (egentligen Filminstitutet Filmklubb) verksamhet med en visning av Cirkus av Charlie Chaplin (på rekommendation av Ingmar Bergman). Visningslokal var då Z-salen i ABF-huset på Sveavägen i Stockholm.

### Uppdrag och målsättning
Cinematekets visningar genomförs på statligt uppdrag via Svenska Filminstitutet, med målsättning att kunna ge besökarna tillgång till hela filmhistorien (och inte bara de nyproducerade filmer som dominerar biorepertoaren). De inkluderar stumfilm med levande musik, liksom en del förhandsvisningar.
Verksamheten har varit centrerad till olika hyrda biosalonger i Göteborg, Malmö och Stockholm. I Stockholm visar man även film i Svenska Filminstitutets egen byggnad Filmhuset, byggd 1970.
Visningarna i Göteborg inleddes hösten 1967, då i en av hörsalarna på Stadsbiblioteket. Premiärfilmen 20 september 1967 var Norrtullsligan av regissören Per Lindberg. Malmö kom med på Cinematekets karta först 1988, då visningarna inleddes på biografen Spegeln; första film var Linje Lusta.
Från starten var medlemskap obligatoriskt för att kunna se på Cinematekets visningar. Sedan 2014 har dock medlemskravet avskaffats (även om medlemskort ger rabatt på biljetten), bland annat med hänsyn till besökare under 15 år. Som en del av verksamheten gör vissa visningar inom ramen för "Unga Cinemateket". Dessutom är visningarna gratis för besökare under 15 år (se dock åldersgräns).

### Utveckling
Våren 2016 meddelade Svenska Filminstitutet att man tänkte förändra utbudet från och med våren 2017. Man tänker under etiketten "Cinemateket c/o" satsa mer resurser på visningar i digitalt format utanför de tre storstadsregionerna – inklusive i Skövde och Norrköping – samtidigt som filmutbudet skärs ner kraftigt i Göteborg och Malmö. Orsaken är, enligt Cinemateket, att det blivit svårare att få tag på filmkopior på fotografisk film från distributörerna, vilket begränsar möjligheten att göra parallella visningar av samma film på olika orter. Analoga filmkopior i olika arkiv förvaras i allt högre grad utan visningar, vilket förlänger de ofta värdefulla kopiornas livslängd.
Samtidigt har utbudet av digital film blivit allt större, vilket enligt Cinemateket lett till ett behov av att sprida film även till orter som inte längre kan visa film analogt.
På Capitol i Göteborg, där man under senare år haft det högsta publiksnittet av de olika Cinemateket-biograferna, förväntas 2017 innebära att över 100 av de 130 årliga visningarna försvinner. Det minskade utbudet av analoga filmkopior kommer sannolikt även att påverka Cinematekets Stockholmsverksamhet bortom Gärdet.
Cinematekets digitala "landsortssatsning" 2017 genomförs på försök och rör tio olika städer.

## Biografer

### Cinemateket Göteborg
I Göteborg har Cinemateket sedan 1999 visningar på Bio Capitol. Under senare år (exempelvis 2016) genomförs cirka 130 filmvisningar på bion, vilket motsvarar cirka fem filmer i veckan under vår- och höstsäsongerna.

### Cinemateket Malmö
I Malmö har Cinemateket visningar på biografen Spegeln. Antalet visningar per år är cirka 30 – en i veckan under vår och höst.

### Cinemateket Stockholm
I Stockholm har Cinemateket för närvarande (2019) visningar på två biografer: Bio Victor och Bio Mauritz på Filmhuset (sedan 1971). Cinemateket hade tidigare visningar vid Filmstaden (1980-1995), Biografen Sture (1995-2009), Klarabiografen (2007) samt  Victoria (2010-?). I Filmhuset finns även möjligheten att låna filmrelaterade böcker eller hela filmer gratis, i Svenska Filminstitutets bibliotek.
Totalt har antalet Cinemateket-visningar på de olika Stockholmsbiograferna beräknats till cirka 600 per år, vilket motsvarar upp till 13 visningar per vecka under vår och höst.

## Bildgalleri
Nedan visas bilder från olika biografer som härbärgerar Cinematekets visningar.

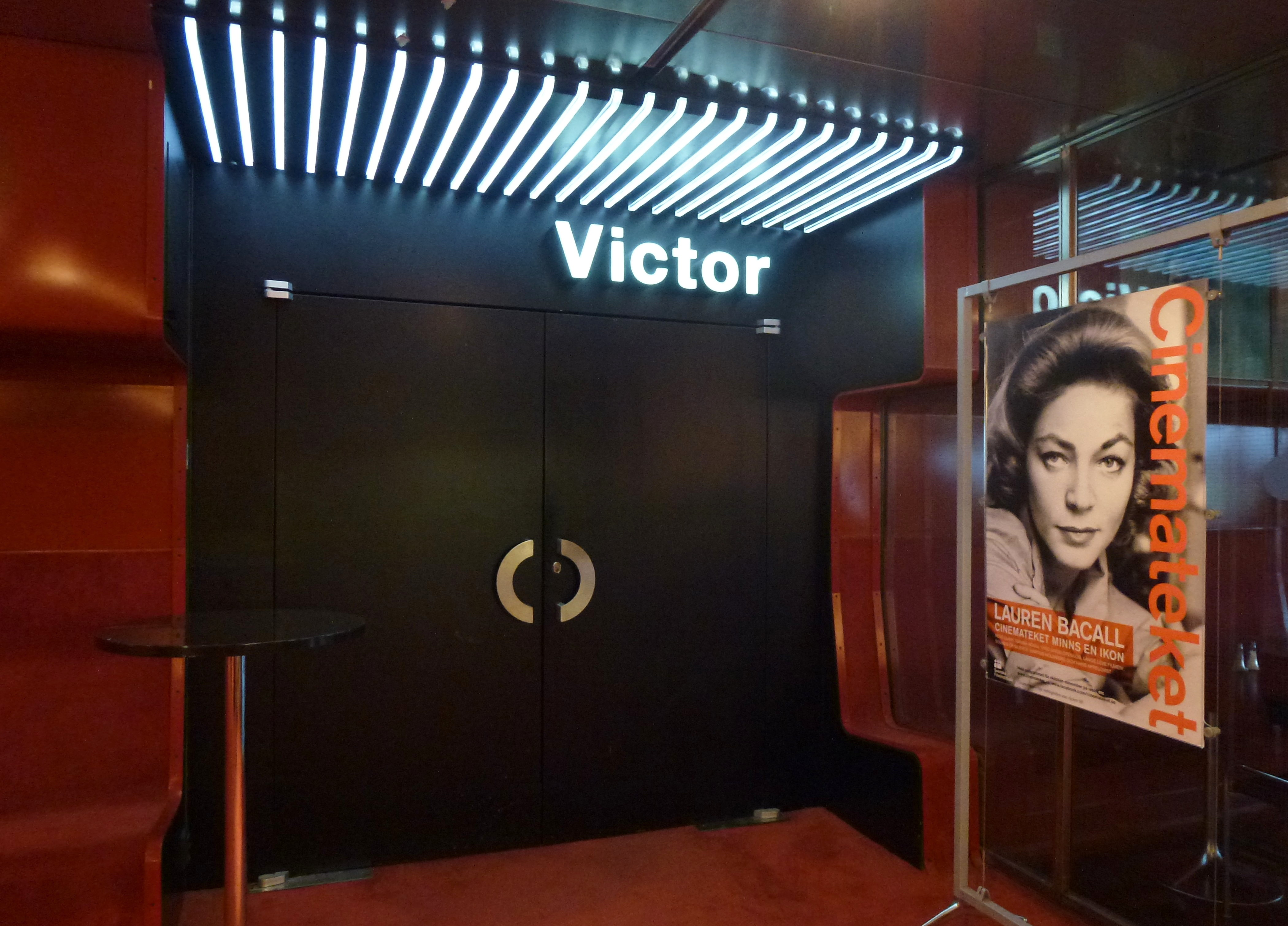
Bio Victor i Stockholm.
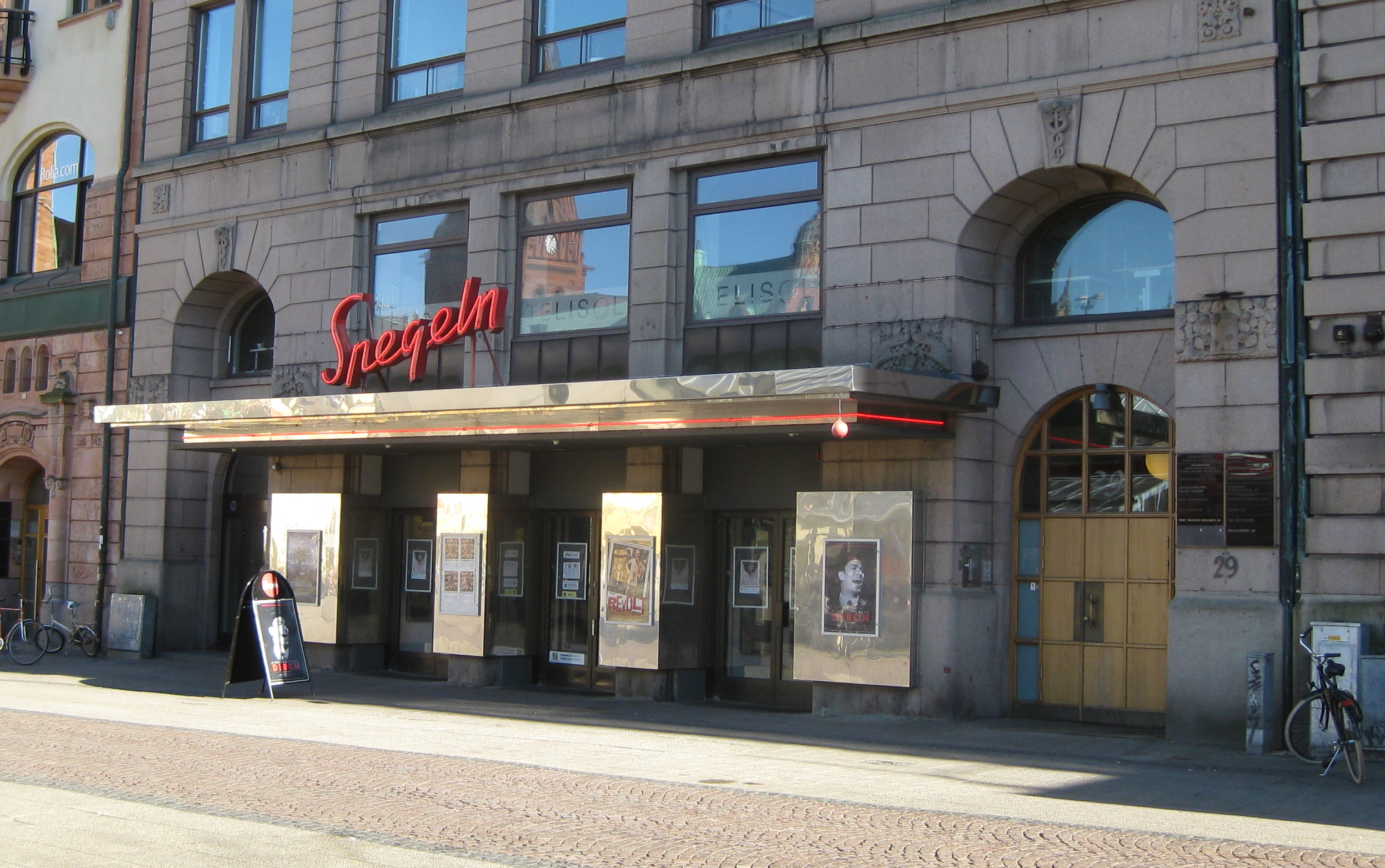
Biografen Spegeln i Malmö.
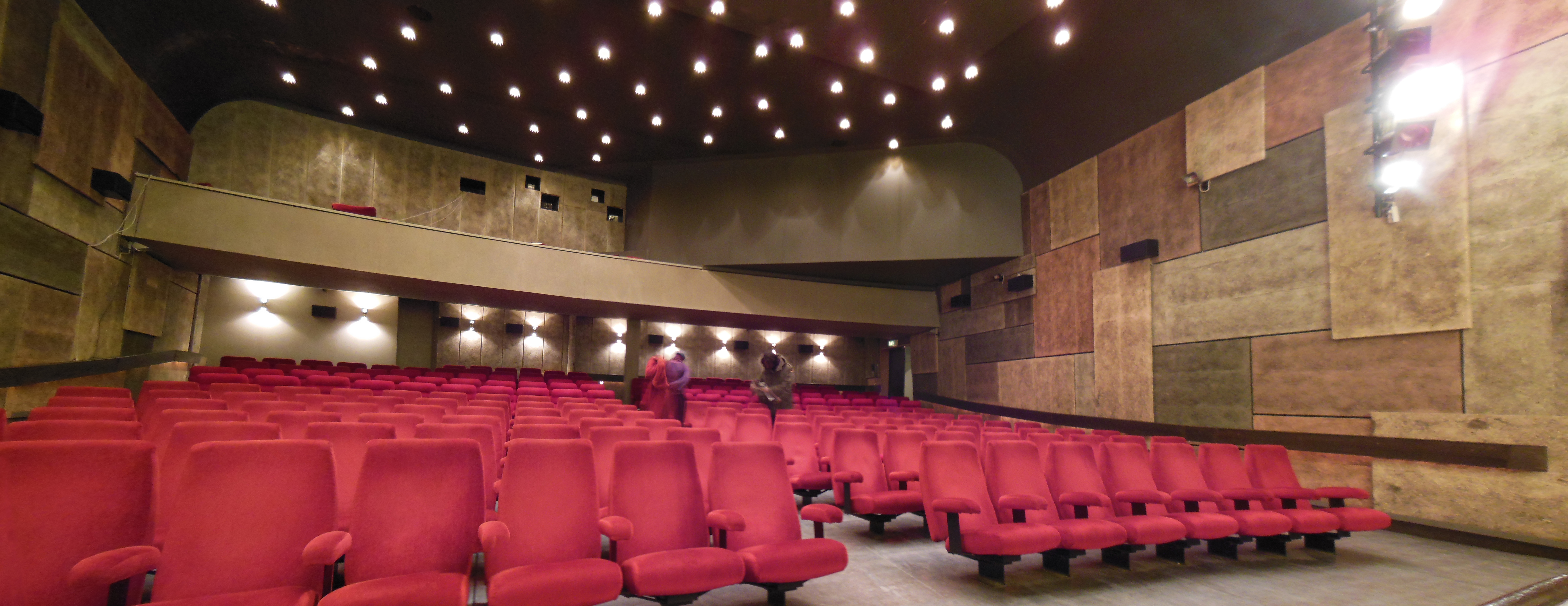
Bio Capitol i Göteborg.